# Zopfiella karachiensis
Zopfiella karachiensis är en svampart som först beskrevs av S.I. Ahmed & Asad, och fick sitt nu gällande namn av Guarro 1988. Zopfiella karachiensis ingår i släktet Zopfiella och familjen Lasiosphaeriaceae.   Inga underarter finns listade i Catalogue of Life.